# Ганс Фогель
Ганс Фогель (нім. Hans Vogel; 22 лютого 1918, Вісбаден — ?) — німецький офіцер-підводник, капітан-лейтенант крігсмаріне.

## Біографія
9 жовтня 1937 року вступив на флот. З лютого 1940 року — спостерігач морської авіації. В березні-серпні 1942 року пройшов курс підводника. З вересня 1942 року — вахтовий офіцер на підводному човні U-453. В січні-лютому 1943 року пройшов курс командира човна. З 9 лютого 1943 по 29 травня 1944 року — командир U-143, з 20 липня по 26 листопада 1944 року — U-3001, з 20 січня по 3 травня 1945 року — U-3025. В травні був взятий в полон. 27 серпня 1945 року звільнений.

## Звання
- Кандидат в офіцери (9 жовтня 1937)
- Морський кадет (28 червня 1938)
- Фенріх-цур-зее (1 квітня 1939)
- Оберфенріх-цур-зее (1 березня 1940)
- Лейтенант-цур-зее (1 травня 1940)
- Оберлейтенант-цур-зее (1 квітня 1942)
- Капітан-лейтенант (30 січня 1945)

## Нагороди
- Нагрудний знак спостерігача